# Mona Mahmudnizhad
Mona Mahmudnizhad (en persan : مونا محمود نژاد), née le 10 septembre 1965 à Aden (Yémen) et morte pendue le 18 juin 1983, est une jeune enseignante bahá'íe iranienne qui, en 1983, avec neuf autres femmes bahá'íes, a été condamnée à mort et pendue à Chiraz, en Iran, au motif d'être membre de la foi bahá'íe,,. Les accusations officielles allaient de « tromper les enfants et les jeunes » à « être sioniste », car le Centre mondial bahá'í est situé en Israël.
La Fondation à but non lucratif Mona qui se concentre sur l'éducation des filles a reçu son nom en 2001.

## Enfance
Mona Mahmudnizhad naît le 10 septembre 1965 à Aden, au Yémen. Elle est la fille de Yad'u'llah et de Farkhundeh Mahmudnizhad, qui ont quitté leur maison en Iran pour enseigner leur religion au Yémen.
En 1969, le gouvernement du Yémen a expulsé tous les étrangers et la famille Mahmudnizhad est retournée en Iran. Ils ont passé deux ans à Ispahan, six mois à Kermanchah et trois ans à Tabriz avant de s'installer définitivement à Chiraz en 1974. Pendant ce temps, son père a travaillé à la réparation de petits appareils et a servi la communauté bahá'íe dans divers organes administratifs bahá'ís.

## Arrestation, condamnation et mort
Alors que les bahá'ís étaient régulièrement confrontés à la persécution en Iran, cette persécution a augmenté après la révolution islamique de 1979,. 

Le 23 octobre 1982, à 19 h 30, quatre gardiens de la révolution armés, sur ordre du procureur de Chiraz, entrent dans la maison des Mahmudnizhad et la saccagent à la recherche de matériel bahá'í. Ils mettent ensuite Mona Mahmudnizhad et son père en garde à vue. Ils leur bandent les yeux et les emmènent à la prison de Seppah à Chiraz, où ils les placent dans des quartiers séparés ; Mona Mahmudnizhad y est détenue pendant 38 jours. 

Le 29 novembre 1982, elle et cinq autres femmes bahá'íes sont transférées de la prison de Seppah à la prison d'Adelabad, également à Chiraz.
Elle est plus tard conduite devant le tribunal révolutionnaire islamique où elle est interrogée puis renvoyée en prison. Quelques jours après, elle est de nouveau interrogée devant un juge révolutionnaire islamique. Après ces interrogatoires, qui comprennent des tortures physiques à coups de fouet sur la plante des pieds avec un câble, Mona Mahmudnizhad est reconnue coupable et condamnée à mort par pendaison.
Le président des États-Unis, Ronald Reagan, a appelé à la clémence ; malgré cela, la condamnation de dix femmes est exécutée dans la nuit du 18 juin 1983 sur un terrain de polo voisin.
Les autres femmes qui ont été pendues avec Mahmudnizhad sont :
- Nusrat Yalda'i, 54 ans ;
- 'Izzat Janami Ishraqi, 50 ans ;
- Roya Ishraqi, 23 ans et fille de 'Izzat ;
- Tahirih Siyavushi, 32 ans ;
- Zarrin Muqimi, 28 ans ;
- Shirin Dalvand, 25 ans ;
- Akhtar Sabit, 19 ans ou 20 ans ;
- Simin Saberi, 24 ans ;
- Mahshid Nirumand, 28 ans.

En septembre 2007, le Centre iranien de documentation sur les droits de l'homme a publié une étude de cas à leur sujet.

## Représentations
L'histoire de Mona Mahmudnizhad fait l'objet de plusieurs œuvres d'art. L'artiste musical Doug Cameron a recréé l'histoire de Mahmudnizhad dans un vidéoclip, Mona with the Children, qui a fait les charts pop au Canada (14e pour la semaine du 19 octobre 1985). La vidéo a été distribuée sur toute la scène musicale et a réussi à attirer l'attention du public international sur la persécution des bahá'ís en Iran.
Une pièce fondée sur l'histoire de Mona Mahmudnizhad intitulée Une robe pour Mona est produite et en 2008, Jack Lenz a prévu de produire un film appelé Mona's Dream. Ses photos sont également présentées dans la vidéo Quenching The Light de Mithaq Kazimi.